# Mingus Dynasty
Pour les articles homonymes, voir Mingus.
 (février 2023).
Si vous disposez d'ouvrages ou d'articles de référence ou si vous connaissez des sites web de qualité traitant du thème abordé ici, merci de compléter l'article en donnant les références utiles à sa vérifiabilité et en les liant à la section « Notes et références ».
Albums de Charles Mingus
Mingus Ah Um
(1959) Blues & Roots
(1960)
Mingus Dynasty  est un album de musique de Charles Mingus enregistré en 1959 pour Columbia Records.

## Titres
| No  | Titre                             | Auteur                        | Durée |
| --- | --------------------------------- | ----------------------------- | ----- |
| 1.  | Slop                              | Charles Mingus                | 6:16  |
| 2.  | Diane                             | Mingus                        | 7:32  |
| 3.  | Song With Orange                  | Mingus                        | 6:50  |
| 4.  | Gunslinging Bird                  | Mingus                        | 5:14  |
| 5.  | Things Ain't What They Used to Be | Mercer Ellington              | 7:36  |
| 6.  | Far Wells, Mill Valley            | Mingus                        | 6:14  |
| 7.  | New Now Know How                  | Mingus                        | 4:13  |
| 8.  | Mood Indigo                       | Barney Bigard, Duke Ellington | 8:13  |
| 9.  | Put Me in That Dungeon            | Mingus                        | 2:53  |
| 10. | Strollin                          | Mingus, George Gordon         | 4:33  |

Les morceaux 1 à 6 ont été enregistrés le 01/11/1959. Les morceaux 7 à 9 ont été enregistrés le 13/11/1959.

## Musiciens
- Charlie Mingus (contrebasse)
- Jimmy Knepper (trombone)
- John Handy (alto)
- Booker Ervin (saxophone)
- Roland Hanna (piano)
- Danny Richmond (batterie)
- Benny Golson (saxophone)
- Jerome Richardson (saxophone,flûte)
- Theodore Cohen (vibraphone)
- Dick Williams (trompette)
- John Handy (saxophone)
- Maurice Brown (violoncelle)
- Seymour Barab (violoncelle)
- Don Ellis (trompette)